# Villafranca Tirrena
Villafranca Tirrena es una localidad italiana de la ciudad metropolitana de Mesina, región de Sicilia, con 9.015 habitantes.

Ubicación de la ciudad de Villafranca Tirrena dentro de la provincia de Mesina.

## Evolución demográfica
| Gráfica de evolución demográfica de Villafranca Tirrena entre 1861 y 2001 |
|                                                                           |
| Fuente ISTAT - Elaboración gráfica por parte de Wikipedia                 |